# Božena Němcová
Božena Němcová, češka pisateljica, * 4. februar 1820, Dunaj, † 21. januar 1862, Praga.
Božena Němcová je začetnica češke realistične povesti iz podeželskega življenja. Njeno najbolj znano delo je tako povest Babica (češ. Babička). Napisala je več zbirk pravljic.
Je ena izmed najbolj znanih čeških pisateljic. Njeno podobo najdemo tudi na bankovcih za 500 čeških kron.

## Življenje
Rojena je bila 4. februarja 1820. Krščena je bila 5. februarja 1820 kot Barbora Novotny, dolgo se je domnevalo, da se je rodila dan ali dva prej. 7. 8. 1820 so jo preimenovali v Barbaro Pankl, ker se je njena mati poročila z njenim očetom Johannom Panklom. Njen oče je bil iz Avstrije, mati pa je bila Teresia Novotna, hišna pomočnica češkega izvora, ki je izhajala iz tkalčevske rodbine Novotnih. Njen oče Pankl pa je bil avstrijski Nemec, sluga pri grofu Schulenburgu, ki je bil poročen z kneginjo Sagansko, lastnico graščinskega posestva v Nachadu na Češkem.
Otroštvo je preživljala v bližini majhnega mesteca Ratibořice, veliko časa je preživela v tuji okolici in poznala več nemških besed kot čeških, vse dokler se ni leta 1825 k njim preselila njena babica, materina mati Magdalena Novotna. Predstavila jim je popolnoma nov svet, češki svet, ki ga je Božena Němcová sprejela kot nekaj novega, kot pravo odkritje in se ga z vso dušo oprijela za vse svoje nadaljnje življenje. Začela se je poglabljati v študij češkega jezika ter čeških šeg in navad. Božena Němcová je odraščala v idiličnem svetu na posestvu, kjer so bili zaposleni njeni starši. Bila je v celoti dvojezična in dvokulturna, saj je bila razpeta med češkim kmečkim svetom svoje babice in matere ter nemško kulturo svojega očeta, njene šole in svojih prijateljev. Pritegnila jo je nemška romantična poezija, tudi tista Heinricha Heineja, njeno prvo delo pa so bile pesmi v nemščini. 
Leta 1837 se je poročila s finančnim uradnikom Josefom Nemcem, ki je bil zaveden Čeh. Ko se je poročila je bila stara 17 let, on je bil petnajst let starejši. Poročila sta se v isti dunajski cerkvi Svete Trojice, v kateri so se pred sedemnajstimi leti poročili njeni starši. Poroko sta uredila njena starša in bila nesrečna, ker se zakonca nista dobro razumela. Nemec naj bi bil nesramen in avtoritativen človek. Bil je češki domoljub, ni se dobro razumel z nadrejenimi, zato so ga pogosto premeščali na različne lokacije, kasneje je tudi izgubil službo. Leta 1842 sta se preselila v Prago, kjer se je njeno življenje močno spremenilo. Njeno zanimanje za politiko je bilo minimalno, on pa je bil zaveden nacionalist, kar je pomenilo, da se je doma lahko govorilo zgolj češko. Pritisk moža, da bi nehala brati nemško poezijo, je pripeljal do tega, da se je odločila zažgati nemške verze, ki jih je napisala v prejšnjih letih. Božena Němcová se je učila češčine, da bi izboljšala svojo slovnico in dikcijo in postala zavzeta češka nacionalistka.
Življenje v Pragi ji je odprlo nove možnosti, vključila se je v krog intelektualcev, v katerem je deloval tudi mladi pesnik Vaclov Nebeski. Prva pesnitev Božene Němcove, ki je bila izraz prijateljstva med njima, je bil apel češkim ženskam, naj se pridružijo moškim v boju za svobodo naroda. V tem času je svoje ime preimenovala iz nemške Barbore v bolj češko zvenečo Boženo. Med leti 1845 in 1848 je Božena Němcová objavila pravljice v sedmih zaporednih delih. V zakonu so se jima rodili štirje otroci, trpeli so zaradi pomanjkanja denarja. Leta 1854 je Božena Němcová doživela dve osebni stiski, mož je izgubil službo in umrl je njun sin, ki je bil star komaj 15 let. Bila naj bi v zvezi s pesnikom Václavom Bolemírjem Nebeskim. Božena Němcová je umrla v revščini, odtujena od moža. Češki domoljubi so ji priredili veličastni pogreb.

## Literarna dela
Leta 1843 je napisala pesmi, iz katerih je razviden njen talent, kljub temu, da ji je pri pisanju nekdo pomagal. Nato so sledile pravljice, pesniško prikrojene po ljudskem pripovedovanju. Pravljice je objavljala v zvezkih.  Prvi zvezek je izšel 1. julija 1845, drugi jeseni 1845, tretji in četrti zvezek sta bila napisana pozimi 1845 – 1846. Peti zvezek je izšel septembra 1846, šesti jeseni 1847. Sedmi zvezek je izšel novembra 1848. 
Napisala je tudi povesti iz življenja preprostih ljudi na Češkem in Slovaškem.  Njen mož je bil carinski uradnik v Beljaku, zato se je seznanil tudi z M. Majarjem, s pomočjo katerega je dobila vpogled v življenje Slovencev v Ziljski dolini.
Med letoma 1857 in 1858 je napisala Slovaške pravljice in legende. To delo je napisala v češkem jeziku, vendar je monologe in dialoge pustila v slovaščini.
Ko je preživljala težke čase in je njen mož izgubil službo je napisala roman Babica, v katerem je pisateljica iz krute sedanjosti pobegnila v očarljivi, srečni čas svoje mladosti. Poleg njenega najbolj znanega romana Babička (Babica) je napisala še roman Pohorska vesnice (Gorska vas) iz leta 1955. 

#### Babica
Njen roman Babica so visoko cenili že njeni sodobniki, kot so Čelakovský, Purkyně in Havlíček. V romanu Babica je svojim rojakom prikazala preteklost celih rodov in njihovo sedanjost. To delo ni bilo napisano suhoparno in učenjaško, ampak oživljeno s pravim umetniškim pogledom in doživljeno s čutečim srcem. Zato ima trajno ceno, z enakim zanimanjem ga lahko berejo različne generacije, tako izobraženi kot neizobraženi. Čeprav delo opisuje razmere na Češkem, najdemo v njem toliko človeškega, da ga z zanimanjem bere tudi vsak, ki ni Čeh. V prikupno idilo otroškega življenja na deželi so v njej na čudovit način vpletene tragične epizode mladih življenj, ki se zadaj zlomijo in spet po težkih bojih dosežejo svojo srečo. Središče vsega je babica, saj je njen lik življenjski, zato jo živo doživljajo tudi bralci. Babica je izšla leta 1855. Slovenski prevod je izšel leta 1884, njeno delo pa je bilo preveden tudi številne druge jezike. 